# ジョージ・リンチ
ジョージ・リンチ（George Lynch、1954年9月28日 - ）は、アメリカ合衆国のハードロック・ギタリスト。ドッケンでの活動で知られる。

## 経歴

### デビューまで
ワシントン州スポケーン生まれ。カリフォルニア州サクラメントで育つ。9歳の時にフラメンコギターを始め、13歳でエレキギターを始める。ギターを手にしてから初めてコピーした曲はザ・ベンチャーズの「パイプライン」。
ジョージ・リンチは1979年と1982年にオジー・オズボーンのバンドのオーディションを受けている。2回目は、ブラッド・ギルスの後任ギタリストのオーディションで、ジョージは一旦はこれに合格しているが、その3日後にオジーはジョージの採用を取り消し、ジェイク・E・リーを採用したと言われている。

### ドッケンでの成功
1980年頃、エキサイター (Xciter)で一緒に活動していたドラマーのミック・ブラウンと共にドッケンに参加。1981年には、デビュー・アルバム『ブレイキング・ザ・チェインズ』を発表。アルバム最後に収録された「Paris is burning」の高度な演奏技術は注目を集めた。このアルバムは、当初ヨーロッパのみの販売だったが、1983年にマスタリングを新たにやり直してアメリカでも発売された。
バンドは、1984年にアルバム『トゥース・アンド・ネイル』、翌年には『アンダー・ロック・アンド・キー』を発表。ジョージは、LAメタルを代表するテクニシャンとして認知され、バンドも一定の成功を収める。1987年にはアルバム『バック・フォー・ジ・アタック』を発表。野性的かつ攻撃的な演奏を披露し、ギターヒーローとしての地位を不動のものとする。
しかし、ジョージとボーカルのドン・ドッケンの確執は、バンドが成功を収めた後も常に取り沙汰され続け、結局1988年の来日公演（ライブ・アルバム『ビースト・フロム・ジ・イースト』）を最後に、空中分解のようにして解散してしまう。

### リンチ・モブ結成
ドッケン解散後は、ベースのジェフ・ピルソンをそのままボーカリスト兼任に据えミックとのトリオで、ドン抜きの新バンドを結成するつもりであったがジェフが辞退。元キールのギタリスト、マーク・フェラーリのバンド、コールド・スウェットから引き抜いたボーカリスト、オニー・ローガンを起用しリンチ・モブ（Lynch Mob）を結成し、2枚のアルバムを発表（2枚目のアルバムのボーカルは現ウォレントのロバート・メイソン）。また、1993年には初のソロ・アルバム『セイクレッド・グルーヴ』を発表。その後、再結成されたドッケンに再び参加するが、再度ドン・ドッケンとの確執が深刻化し、『シャドウライフ』（1997年）を最後に脱退。現在は、リンチ・モブやソロ活動を中心としながら、さまざまなプロジェクト・バンドでも活動している。また2016年に日本で行われた「LOUD PARK16」で一夜限りの限定でドンと復縁し、ライブを行っている。

### T&N結成
2011年、ドッケンが黄金期のメンバーで再結成する話が頓挫し、ジョージがドン抜きのドッケンで活動すると発言したことからジェフ、ミックとのトリオが結成された。プロジェクト名は「Tooth and Nail」（その後、同名のレコード会社ができたため「T&N」に改名）でジェフやミックがボーカルを担当している。2012年、アルバム『スレイヴ・トゥ・ジ・エンパイアー』を発表。ゲストにセバスチャン・バックやティム・オーウェンズなどが参加している。また、2013年のツアーには、ボーカルに、ストライパーのマイケル・スウィートが参加。スウィートとはその後、デュオを結成しアルバムを発表している。

## 主な使用機材
ギターはドッケン初期に、アルバム『トゥース・アンド・ネイル』のジャケット裏に写って持っている、AriaProIIを使っていたりクレイマー社のヴァレッタシェイプを、後に現在のESP製に移行。仕様としてはリアポジションにハムバッカーを搭載し、トレモロユニットはフロイドローズである。使用するハムバッカーはセイモアダンカン製のシグネチャーモデル、スクリーミンディーモン。アンプはランドールのトランジスタタイプなども一時期使っていたが、その他は一貫して真空管式のスタックを使っている。現在の使用アンプはランドール社のチューブヘッド、リンチボックス。エフェクターは近年ZOOM社とのコラボレーションで、シグネチャーモデルを開発している。その他はフルトーンなどのアナログペダルも愛用。
2011年から、自身のプロデュースによるギターブランド「Mr,Scary Guitars」をESPの協力のもとに立ち上げている。ジョージ本人も製作に参加しており、ボディに様々な装飾や彫刻を施したギターが市販されている。

## ディスコグラフィ

### ソロ・アルバム
- 『セイクレッド・グルーヴ』 - Sacred Groove (1993年)
- Will Play for Food (2000年) ※コンピレーション
- Stone House (2001年) ※EP
- The Lynch That Stole Riffness! (2002年) ※EP
- 『ウィキッド・アンダーグラウンド』 - Wicked Underground (2003年) ※with ジェフ・ピルソン
- 『フューリアス・ジョージ』 - Furious George (2004年)
- 『ザ・ロスト・アンソロジー』 - The Lost Anthology (2005年) ※在籍バンドの音源を含むコンピレーション
- Guitar Slinger (2007年) ※コンピレーション
- Scorpion Tales (2008年)
- Orchestral Mayhem (2010年)
- 『キル・オール・コントロール』 - Kill All Control (2011年)
- Legacy (2012年) ※EP
- Shadow Train (2015年)
- 『シームレス』 - Seemless (2021年)

### スウィート & リンチ
- 『オンリー・トゥ・ライズ』 - Only to Rise (2015年)
- 『ユニファイド』 - Unified (2017年)
- 『ハート・アンド・サクリファイス』- Heart & Sacrifice (2023)[1]

### ドッケン
- 『ブレーキング・ザ・チェインズ』 - Breaking the Chains (1981年)
- 『トゥース・アンド・ネイル』 - Tooth and Nail (1984年)
- 『アンダー・ロック・アンド・キー』 - Under Lock and Key (1985年)
- 『バック・フォー・ジ・アタック』 - Back for the Attack (1987年)
- 『ビースト・フロム・ジ・イースト』 - Beast from the East (1988年) ※ライブ
- 『ドッケン』 - Dokken (1994年) ※日本のみ
- 『ディスファンクショナル』 - Dysfunctional (1995年)
- 『ワン・ライヴ・ナイト』 - One Live Night (1996年) ※ライブ
- 『シャドウライフ』 - Shadowlife (1997年)
- Japan Live '95 (2003年) ※ライブ
- 『フロム・コンセプション - ライヴ1981』 - From Conception: Live 1981 (2007年) ※ライブ
- 『リターン・トゥ・ジ・イースト・ライヴ 2016』 - Return to the East Live (2016) (2018年) ※ライブ

### リンチ・モブ
- 『ウィキッド・センセーション』 - Wicked Sensation (1990年)
- 『リンチ・モブ』 - Lynch Mob (1992年)
- Syzygy (1998年) ※EP
- 『スモーク・ディス』 - Smoke This (1999年)
- 『イーヴィル:ライヴ』 - Evil: Live (2003年)
- 『レヴォリューション』 - REvolution (2003年) ※過去の楽曲の再録盤
- REvolution: Live! (2006年)
- 『スモーク・アンド・ミラーズ』 - Smoke and Mirrors (2009年)
- Sound Mountain Sessions (2012年) ※EP
- Unplugged: Live from Sugarhill Studios (2013年) ※EP
- Sun Red Sun (2014年) ※EP
- 『REBEL』 - Rebel (2015年)
- 『ザ・ブラザーフッド』 - The Brotherhood (2017年)
- 『バビロン』 - Babylon (2023年) [2][3]

### George Lynch & Jeff Pilson
- 『ウィキッド・アンダーグラウンド』- Wicked Underground (2003年)
- Heavy Hitters (2020年)

### Xciter
- Xciter (2006年)

### ソウルズ・オブ・ウィー
- 『レット・ザ・トゥルース・ビー・ノウン』 - Let the Truth Be Known (2008年)

### T&N
- 『スレイヴ・トゥ・ジ・エンパイアー』 - Slave to the Empire (2012年)

### KXM
- 『KXM』 - KXM (2014年)
- Scatterbrain (2017年)
- 『サークル・オブ・ドールズ』 - Circle of Dolls (2019年)

### Project Nfidelikah
- Project Nfidelikah (2016年)

### ウルトラフォニックス
- 『オリジナル・ヒューマン・ミュージック』 - Original Human Music (2018年)

### ジ・エンド・マシーン
- 『ジ・エンド・マシーン』 - The End Machine (2019年)

### ダーティ・シャーリー
- 『ダーティ・シャーリー』 - Dirty Shirley (2020年)

### 参加アルバム
- ウド・リンデンベルク : Keule (1982年)
- ヒア・アンド・エイド :『スターズ』 - Stars (1986年) ※EP
- トニー・マカパイン : 『マキシマム・セキュリティ』 - Maximum Security (1987年)
- ラナ・レーン : 『ジェミニ』 -  Gemini (2006年)
- Raven Quinn : Raven Quinn (2010年)